# Arbitrismo
O arbitrismo é o nome genérico que se dá a uma corrente de pensamento político e econômico desenvolvido na Espanha, primariamente na Coroa de Castela, na chamada Escola de Salamanca, durante a segunda metade do século XVI e o século XVII, que pode ser considerada como a primeira literatura econômica digna de tal nome, simultânea e em boa parte precedente do mercantilismo de outras nações europeias, como França e Inglaterra.

## Contexto histórico e valoração
Designava-se por arbítrio a medida que o rei podia tomar em benefício do reino, em exercício da sua soberania e pela sua própria vontade, como corresponde ao conceito de monarquia autoritária da época dos Habsburgo. Arbitrista era quem dirigia um memorial ao rei solicitando que tome tal ou qual arbítrio. A produção de literatura memorialística sofreu uma inflação comparável à que estava a ocorrer na economia real espanhola durante a revolução dos preços do século XVI e acrescentou-se com a crise do século XVII, numa conjuntura econômica depressiva.
O término arbítrio e arbitrista (solução, solucionador) terminaram-se considerando depreciativos na época e equivalentes a ditames disparatados e impossíveis ou aos chamados "loucos raciocinadores" ou "loucos repúblicos e de governo" da época. Francisco de Quevedo, em várias das suas obras, descreve a bem-intencionados arbitristas ("arcigogolantes") causando toda classe de catástrofes; um de eles está tão concentrado em escrever as suas teorias que não se dá conta de que se tirou a sim mesmo um olho com a caneta.
Mas é evidente que entre eles havia muitos personagens lúcidos que souberam enxergar com agudeza os problemas e antecipar algumas soluções fatíveis, se bem que na maioria de eles a sua visão era limitada pelo fato de reduzir os problemas econômicos a um só fator, como é próprio da fase mercantilista da história do pensamento econômico. As figuras mais importantes desta escola de pensamento, centrada, sobretudo, em torno às cidades de Salamanca, Valladolid e Toledo são, entre muitos outros, Luis Ortiz, Sancho Moncada, Tomás de Mercado e Pedro Fernández de Navarrete. A consciência da decadência econômica espanhola e a necessidade de políticas ativas para remediá-la estavam na base da política econômica do Conde-duque de Olivares (reformas monetárias e fiscais, criação de múltiples Juntas), cujo insucesso contribuiu ao desprestígio dos seus inspiradores teóricos.
No século XVIII, após a chegada da influência francesa do colbertismo de Jean Orry ou Michel Amelot, a herança do arbitrismo mudou para o chamado Projectismo ilustrado com maior elevação intelectual, no que podem ser enquadradas pessoalidades mais próximas à fisiocracia de Quesnay (o Marquês de Ensenada com o seu famoso Cadastro) ou o liberalismo de Adam Smith (Pedro Rodríguez de Campomanes ou Jovellanos), ou personagens de menor nível político, como Eugenio Larruga Posteriormente, no século XIX, é inegável a conexão intelectual com o Regeneracionismo.
O papel dos arbitristas dos séculos XVI e XVII foi infra-valorado pela mesma historiografia econômica espanhola nos seus começos, como ocorreu com Manuel Colmeiro. foi preciso aguardar à chegada dos hispanistas para a sua reivindicação, especialmente pela obra de Earl J. Hamilton. Com posterioridade foram estudados por muitos outros, tanto estrangeiros como espanhóis, como Pierre Vilar, José Antonio Maravall, Fabiano Estapé, etc.

## Tomás de Mercado
[carece de fontes?]

Tomás de Mercado, sevilhano falecido em 1575, continuou a escola de Salamanca e marchou novo ao México, pelo qual a sua visão dos problemas econômicos levou também em conta o mundo americano; ali professou na Ordem de Predicadores em 1553, doutorando-se em teologia e destacando-se como moralista. Reflexionou sobre a ética das relações comerciais e ao regressar a Espanha ensinou nas universidades de Sevilha e Salamanca; nesta última relacionou-se com Martín de Azpilcueta e em 1569 publicou a sua famosa Soma de tratos e contratos, que foi reeditada dois anos mais tarde e onde se descreviam os usos mercantis da época em Sevilha e Medina do Campo. Nesta obra reflexiona-se sobre o fundamento do interesse, louvando os usos éticos do mesmo frente à interpretação restritiva da Igreja católica que o tinha como usura, e expõe e aprofunda na teoria quantitativa do dinheiro a partir da tradição da Escola de Salamanca, em especial no tocante à circulação internacional de divisas.
A óptica teológica sobre as atividades econômicas segue sendo uma fonte de produção literária importante, como é o caso de do De monetae mutatione, uma das partes do Tractatus septem do Padre Mariana (Colônia, 1609), que foi denunciado pelas alusões aos ministros que modificaram o peso da moeda (é o tempo como valido do Duque de Lerma, famoso pela sua corrupção) e causou o seu ingresso no cárcere.

## Luis Ortiz
[carece de fontes?]

Luis Ortiz, ativo durante a segunda metade do século XVI e contador de Fazenda de Castela durante o reinado de Filipe II, escreveu um Memorial ao Rei para que não salgam dinheiros da Espanha, após a bancarrota dos Áustrias, primeiro texto dos mercantilistas espanhóis, no que considera que o descenso dos preços radica na conservação do ouro em Castela e, para tal fim, creia um plano com o que pretende o fomento dos recursos, que foi publicado em 1558 e não achou repercussão, em que pese ao seu iluminador análise da crise econômica do reino. Entre as principais medidas que propunha achava-se a retirada de todo tipo de lazer, a introdução de trabalho e a elaboração de produtos manufaturados em troca de exportar unicamente as matérias primas, bem como a supressão das alfândegas existentes entre os diversos reinos hispânicos, a desamortização dos bens da igreja e uma reforma fiscal. Analisou os problemas monetários da Espanha e estudou soluções para resolver as situações criadas no país por causa da tendência a exportar matérias primas e importar manufaturas pagadas com as reservas de ouro americano. Intuiu o conceito de estrutura econômica e de jeito consequente propôs não uma, senão um amplo leque de iniciativas que pudesse tirar o reino do marasmo no que se encontrava, como aumentar a produtividade, fomentar o crescimento demográfico, estender os regadios e iniciar um repovoamento florestal. É mais, foi consciente do problema derivado das remessas de ouro e prata que chegavam da América e propôs restringir a expansão monetária e desestimular o consumo.

## Martín González de Cellorigo
[carece de fontes?]

Martín González de Cellorigo, ativo durante a primeira metade do século XVII, estudou na universidade de Valladolid e foi advogado da Real Chancelaria desta cidade. Continuou as ideias da escola de Salamanca e enviou dois memoriais ao futuro Filipe III, assinalando que a inflação provocada pela chegada da prata americana era a principal causa dos males do reino, já que o dinheiro em circulação devia limitar-se à quantidade de transações produzidas. Era convicção sua que a riqueza somente cresce "pela natural e artificial indústria" e, portanto, as operações especulativas e os privilégios administrativos empobreciam de fato o reino, gerando o abandono dos ofícios e as atividades produtivas. Em 1600 e em Valladolid foi publicada a sua principal obra, Memorial de la política necesaria y útil restauración de España y estados de ella, y desempeño universal de estos reinos.

## Antonio Serra
[carece de fontes?]

Embora Antonio Serra não fosse espanhol mas napolitano (e portanto súdito da mesma Monarquia Católica dos Habsburgo), convém associar o contexto histórico e intelectual do arbitrismo castelhano a sua obra Breve trattato delle cause che possono far abbondare li regni d'oro e d'argento dove non sono minire (1613), que escreveu encarcerado (por uma conjura na que também interveio o filósofo Tommaso Campanella), atribuindo a escassez de moeda no Reino de Nápoles a um déficit no balanço de pagamentos, termo que define com uma completa análise, recusando a ideia de que a escassez monetária pudera ser devida ao tipo de câmbio, e propondo como solução os incentivos às exportações. Também parece que formulou um conceito similar à lei de rendimentos decrescentes para a agricultura.

## Sancho Moncada
[carece de fontes?]

Sancho Moncada, também no século XVII,  pode considerar-se igualmente ligado à escola de Salamanca. Em 1619 fez uns Discursos que seriam posteriormente reeditados em 1746 como Restauração política da Espanha. Aprofunda na teoria quantitativa do dinheiro e representa o mais completo modelo espanhol de Mercantilismo. Sinalou as debilidades da economia da Espanha e especialmente a penúria fazendística e a invasão de produtos estrangeiros, e denunciou que o reino se tornara num devedor das potências inimigas. Sua solução foi propor um severo Protecionismo de disciplina mercantilista supervisado pela Inquisição. Adicionalmente, era preciso promover a indústria, como proporá mais tarde Colbert na França. Sua obra contrária da de outros arbitristas, gozou de grande prestígio e influência e foi assumida pelos grandes ilustrados do século XVIII, no que se reeditou.

## Pedro Fernández de Navarrete
[carece de fontes?]

O militar riojano Pedro Fernández de Navarrete (1647-1711) estudou na Universidade de Valladolid e ali começou a sua carreira militar. Em 1692 foi nomeado almirante geral da Armada de Flandres, e posteriormente da Armada do Mar Oceano; embora em 1707 perdeu a confiança do rei Filipe V, este designou-o governador de Guipúscoa. Inspirou-se em Cellorigo e Moncada para escrever o seu Conservación de las monarquías, obra de inclinação mercantilista que preconizava o controlo das importações e o fomento das exportações, ainda que não caiu na armadilha do bullonismo, porque entendia que a superabundância de dinheiro é perniciosa se não há bens que possam ser adquiridos. Propôs o desenvolvimento de inversões produtivas e criticou o luxo e o desprezo pelos ofícios industriais e manuais por parte da nobreza e da fidalguia da Espanha da sua época.

## Luis Val de la Cerda
Luis Val de la Cerda escreveu em 1600 Desempeño del patrímonto de Su Majestad y de los reinos, sin daño del Rey y vasallos, y con descanso y alivio de todos, por medio de los Erarios públicos y Montes de Piedad. Sua obra foi muito valorada pelas Cortes, que apoiavam essa iniciativa, e a reeditaram em 1618. Os Montes de Piedade eram uma ideia de certa forma similar aos Pósitos que já funcionavam, como entidades de crédito de fundação municipal e armazéns de grão que prestavam aos camponeses.
A fundação do primeiro Monte de Piedade foi realizada em Madrid pelo Padre Piquer (Francisco Piquer e Rudilla) em princípios do século XVIII, e em meados do século XIX foi associado com a Caixa econômica (fundada pelo Marquês de Pontejos). Estas instituições financeiras já correspondem a um mundo proto-capitalista, no que também funcionavam outras importantes instituições, como os Cinco Grêmios Maiores de Madrid ou o Banco de San Carlos, precedente do Banco da Espanha.